# Drymophilacris veraguensis
Drymophilacris veraguensis är en insektsart som beskrevs av David M. Rowell 2000. Drymophilacris veraguensis ingår i släktet Drymophilacris och familjen gräshoppor. Inga underarter finns listade i Catalogue of Life.